# Павлюк, Ярослав Алексеевич
Ярослав Алексеевич Павлюк (11 марта 1955, Буск, Львовская область УССР — 2 декабря 2008, Львов) — украинский писатель, журналист. Член Союза писателей Украины. Член Союза журналистов СССР.

## Биография
Сын пивовара. Выпускник Львовского политехнического института.
Позже, заочно окончил факультет журналистики Львовского университета. Работал младшим научным сотрудником в НИИ, тренером по лёгкой атлетике, корреспондентом районной газеты «Серп и молот» (г. Городок), директором Львовского межобластного отделения Укрлитфонда.
Умер в 2008 году от рака печени.

## Творчество
Дебютировал, как писатель со сборником рассказов и повестей «Фільмар» в 1989 году.
Печатался в областной и республиканской периодике, журнале «Жовтень», альманахе «Вітрила» (Паруса).
Автор восьми книг, среди них романы, повести, новеллы, рассказы, детские сказки, книги в жанре фантастики.
Последнее произведение Я. Павлюка — «Нічний імператор», исторический роман-хроника отношений российской императрицы Елизаветы I и графа Алексея Разумовского, брата последнего гетмана Украины Кирилла Григорьевича Разумовского.
К фантастике относятся две повести прозаика — «Фильмар» (1985—1987) и продолжение «Айлен» (1990).

## Избранная библиография
- Осінь в раю (повість у листах)// сб. «Фільмар». — К.: «Радянський письменник», 1989.
- Фільмар (1989)/ К.: «Радянський письменник», 1989. — С.249-332.
- Гладіатор (роман) // сб. «Ракурс». — Львів: «Каменяр», 1990.
- Ракурс (повести) / Львів: «Каменяр», 1990.
- Голова Іоанна (повесть) // сб.: «Ракурс». — Львів: «Каменяр», 1990.
- Айлен (фантастическая повесть)// сб. «Ракурс». — Львів: «Каменяр», 1990.
- Будиночок, у якому ніхто не спав (детская сказка).
- Сад п’яних вишень (повесть; 1990—2000)// сб.: «Романи подружньої пари». — Львів: «Класика», 2000;
- Нічний імператор (исторический роман; 1996—1999)// сб.: «Романи подружньої пари». — Львів: «Класика», 2000.
- Подвійне заздеркалля (эссе)// сб.: «Романи подружньої пари». — Львів: «Класика», 2000